# Людвіг VII (герцог Баварії)
Людвіг VII Бородатий (*Ludwig VII. der Bärtige, бл. 1368 — 1 травня 1443) — герцог Баварсько-Інгольштадтський у 1413—1443 роках.

## Життєпис

### Молоді роки
Походив з династії Віттельсбахів. Син Стефана III, герцога Баварсько-Інгольштадтського, та Тадеї Вісконті. Народився близько 1368 року. Був учасником шлюбу його сестри Ізабели з Карлом VI, королем Франції, що відбувся в Ам'єні. У 1388 році брав участь у війні проти Ліги швабських міст. 1390 році розглядав шлюб з сестрою неаполітанського короля Джованною, проте цей план не вдався.
У 1391 році перебрався до Парижу, де отримав щорічну платню від королівського двору у 5000 франків. При цьому налагодив гарні стосунки з Папським престолом. 1393 року повертається до Баварії. У 1394—1395 роках разом з батьком воював проти Баварсько-Мюнхенського герцога Іоганна II.
У 1400 року брав участь у нараді в Франкфурті-на-Майні, де було вирішено про обрання нового короля Німеччини. У 1401 році брав участь у боротьбі на боці короля Рупрехта Пфальцького. Того ж року після поразки останнього від Джан Галеаццо Вісконті, герцога Міланського, Людвіг рушив до Франції, сподіваючись отримати там допомогу проти Мілану.
1402 року одружився з донькою Жана Бурбона, графа де Ла Марш. В якості посагу Людвіг отримав 130 тис. франків, щорічну пенсію від королівського двору у 12 тис. франків. Водночас разом з сестрою — королевою Франції зумів частково взяти під контроль французьку скарбницю. Лише ювелірних виробів було відправлено на суму 100 тис. гульденів. На кошти, які відправляв Людвіг до Баварії, Інгольштадтське герцогство змогло позбутися боргів, почалася швидка розбудова міст, піднесення економіки. 1403 року брав участь у залагодженні конфлікту між німецьким королем і архієпископством Майнцьким. У липні того ж року повертається до Інгольштадту. Людвіг намагався перешкодити втраті Баварсько-Мюнхенського герцогства (після поразок батька), проте марно.
У 1404 році висунув претензії на Ландсгут-Баварське герцогство. Втім ця справа довго розглядалася в різних арбітражах (лише у 1410 році вимоги Людвіга остаточно відхилено). Він повернувся до Франції. 1407 року після загибелі регента Людвика Орлеанського вплив Людвіга же більше зріс. У 1408 році рушив на допомогу своєму родичу Іоганну, князю-єпископу Льєжа, проти якого повстали містяни і шляхта. Людвіг брав участь у битві при Офі, де повсталі зазнали нищівної поразки. Того ж року помирає дружина Людвіга.
Після 1412 року Людвіг підтримував партію Арманьяків, допомагав останній проти Жана, герцога Бургундії. У 1413 році ледь врятувався під час повстання кабош'єнів, союзників бургіньйонів. З цього моменту конфлікт з Бургундією посилився.

### Герцогування
У 1413 році після смерті батька стає новим герцогом Баварії-Інгольштадта. Проте залишився у Парижі, отримавши Мортенське графство. Лише у 1415 році перебирається з Франції до Баварії. Продовжив політику попередника, спрямовану на розширення своїх володінь. Одружився з донькою П'єра, герцога Алансонського. Людвіг VII вступив у конфлікт з Генріхом XVI, герцогом Ландсгут-Баварським. Натомість той 1414 року створив Товариства папуг, спрямоване проти Людвіга VII. Його ворогами стали Фрідріх I, курфюрст Бранденбургу, Ернст, герцог Баварсько-Мюнхенський, Іоганн, пфальцграф Ноймаркту.
У 1417 році ледь уникнув замаху на себе, який підготував Генріх XVI. У 1418—1419 роках намагався схилити на свій бік Іоганна III, герцога Баварсько-Штраубінського, проте марно. У 1420 році розпочалася нова війна з Ландсгут-Баварією та Баварією-Мюнхен. Спочатку війська Людвіга VII сплюндрували володіння бурграфа Нюрнбергу Фрідріха Гогенцоллерна, союзника його ворогів. Втім зрештою у вирішальній битві при Аллінгу війська Людвіга VII зазнали поразки. За угодою в Регенсбурзі Баварсько-Інгольштадтське герцогство опинилося під опікою імператора Сигізмунда, а усі учасники в якості спокути повинні були вирушити на допомогу Тевтонському ордену у війні проти литовців.
У 1425 році після смерті Іоганна III, герцога Баварсько-Штраубінського почалася нова війна з Баварсько-Мюнхенським і Ландсгут-Баварським герцогствами за його спадок. Втім бойові дії швидко припинилися. З 1426 році розпочався судовий процес при імператорському дворі. В результаті 1429 року Баварія-Штраубін було розділено за Пресбурзькою угодою. 1432 року це рішення було остаточно підтверджено. В результаті Людвіг VII отримав округи Пфаффенберг, Маллерсдорф, Дінгодінг, Шердінг, Вальдмюнхен.
У 1434 році розпочався прикордонний конфлікт з Генріхом XVI. У 1435 році почалося протистояння з єпископством Пассау. Того ж року намагався використати конфлікт між Альбрехтом та його батьком Ернстом I, герцогом Баварсько-Мюнхенським, втім не досяг успіху.
З 1439 року почалися постійні конфлікти з сином Людвігом через прихильність Людвіга VII до свого бастарда Віланда Фрайберзького. У 1443 році Людвіга VII було повалено власним сином Людвіг, який вступив в змову з Генріхом XVI. У 1445 році після смерті сина стає полоненим Альбрехта, князя Ансбаха, який продав його у 1446 році Генріху XVI. Той запроторив Людвіга до замку Бурггаузен. Помер колишній герцог у 1447 році.

## Родина
1. Дружина — Анна, донька Жана I, графа де Ла Марш
Діти:
- Людвіг (1403—1445), герцог Баварсько-Інгольштадтський у 1443—1445 роках
- Іоганн (1404)

2. Дружина — Катерина, донька П'єра II, герцога Алансону
Діти:
- Іоганн (1414—1420)
- Анна (1416—1418)

2-3 бастарди